# Габріел Еммануел
Габріел Еммануел (нід. Gabriel Emmanuel, нар. 12 березня 2003) — нідерландський легкоатлет, який спеціалізується на десятиборстві.

## Спортивні досягнення
Чемпіон світу серед юніорів у десятиборстві (2022).